# CIMF-FM
CIMF-FM mieux connu sous le nom de Rouge 94,9 est une station de radio québécoise située dans la ville de Gatineau diffusant de la musique pop à la fréquence 94,9 MHz sur la bande FM avec une puissance de 84 kW et appartenant à Bell Media.
Elle fait partie du réseau Rouge FM qui comprend neuf stations à travers le Québec.

## Historique
CKCH-FM a été lancé le 1er janvier 1970 à midi par La Cie Radiodiffusion CKCH de Hull Ltée. à la fréquence 94,9 MHz en stéréo avec une puissance de 74 kW en tant que station-sœur de CKCH-AM 970. Les deux stations ont été vendues à Télémédia Ltée. peu après le lancement. Les lettres d'appel ont changé pour CIMF-FM le 13 août 1976. La puissance fut augmentée à 84 000 watts en 1985 et la station a ensuite rejoint le réseau RockDétente en 1990.
Le 30 septembre 1994, la station-sœur CKCH 970 a été fermé lors d'une fusion des stations AM entre Radiomutuel et Télémédia (voir Vendredi noir).
En 2001, résultant d'une entente avec Radio-Canada, CIMF-FM possède une autre antenne à Hawkesbury en Ontario (environ 100 km à l'est de Gatineau) à la fréquence 88,9 MHz avec une puissance de 759 watts, ce qui permet à Radio-Canada d'augmenter la puissance de sa station Montréalaise CBF-FM 95,1 MHz.
Télémédia fut acheté par Astral Media en 2002.
Le 18 août 2011, le réseau RockDétente change de nom et devient Rouge FM.
Le 16 mars 2012, Bell Canada (BCE) annonce son intention de faire l'acquisition d'Astral Média, incluant le réseau Rouge FM, pour 3,38 milliards de dollars. La transaction a été refusée par le CRTC. Bell Canada a alors déposé une nouvelle demande le 4 mars 2013, qui a été approuvée le 27 juin 2013.
Le 14 août 2017, la station s’offre une métamorphose et devient Rouge. Ce vent de changement comprend une nouvelle identité visuelle, ainsi qu’une nouvelle programmation. Cette dernière comprend notamment l’émission des Fantastiques, qui était diffusée précédemment sur les ondes d'Énergie.

### Identité visuelle (logo)

Logo de Rock Détante de 2004 au 18 août 2011.
Logo de Rouge FM du 18 août 2011 au 14 août 2017
Logo depuis le 14 août 2017

## Programmation
La programmation du 94,9 Rouge provient de Gatineau tous les jours de la semaine de 5 h 30 à 16 h, ainsi que les week-ends de 11 h à 16 h.
Le reste de la programmation (retour à la maison et les soirées) provient de Montréal, en réseau sur le réseau Rouge FM.

## Animateurs et journalistes du 94,9 Rouge
- Annie Lachance (La gang du matin)
- Vincent Meloche (La gang du matin)
- Maxime Brindle (La gang du matin)
- Keven Aubut (Rouge au travail)
- Pierre Hébert (Complètement midi)
- Christine Morency (Complètement midi)
- Véronique Cloutier (Véronique et les Fantastiques)
- Carl Giroux (La Hit List du week-end)
- Jadrino Huot (journaliste)